# Lycée Carnot
O Lycée Carnot é uma escola pública secundária e técnica localizada no Boulevard Malesherbes no 17º arrondissement, Paris, França. O Lycée Carnot foi fundado em 1869, inicialmente se chamava École Monge e foi renomeado em 1895.
O Lycée serviu como local de filmagem para muitos filmes e muitas vezes hospeda desfiles de moda durante a Paris Fashion Week. O coração do edifício é um grande salão de 80 por 30 metros com telhado de vidro montado em uma estrutura metálica projetada por Gustave Eiffel.

## Alunos famosos
- Cyril Abiteboul, um engenheiro e gerente de automobilismo francês que foi chefe de equipe da Caterham na Fórmula 1 de 2013 a 2014, e diretor geral da equipe Renault de 2016 a 2020
- Thomas Bangalter, um produtor musical, fundador da gravadora Roulé e do grupo de música eletrônica Daft Punk
- Marcel Bich, um fabricante e cofundador da Bic
- Jacques Chirac, presidente da França, de 1995 a 2007
- Guy-Manuel de Homem-Christo, um produtor musical francês
- Pascal Lamy, um político francês e ex-Diretor-Geral da OMC
- Marguerite Rouvière, famosa por ser primeira mulher admitida na Escola Normal Superior de Paris (1910) e a primeira mulher a obter a agregação em física (1913)

## Ligação externa
- Página oficial